# 兵庫県道203号滝野停車場線
兵庫県道203号滝野停車場線（ひょうごけんどう203ごう たきのていしゃじょうせん）は、兵庫県加東市の内と同市上滝野を結ぶ一般県道である。

## 概要
JR西日本加古川線 滝野駅から兵庫県道17号西脇三田線交点に至る。

### 路線データ
- 起点：加東市上滝野（JR西日本加古川線 滝野駅前）
- 終点：加東市上滝野（兵庫県道17号西脇三田線交点）
- 総延長：178 m

## 地理

### 通過する自治体
- 加東市

### 交差する道路
| 交差する道路           | 交差する場所 | 交差する場所 |
| ---------------------- | ------------ | ------------ |
| 兵庫県道17号西脇三田線 | 上滝野       | 終点         |

### 沿線
- JR西日本加古川線 滝野駅